# Aire métropolitaine d'Allentown-Bethlehem-Easton
Pour les articles homonymes, voir Allentown.
L'aire métropolitaine d'Allentown-Bethlehem-Easton se situe dans la vallée de Lehigh (Lehigh Valley), en Pennsylvanie et dans l'ouest du New Jersey, aux États-Unis.
C'est la troisième plus grande aire métropolitaine de Pennsylvanie avec 768 036 habitants. Elle est formée de la conurbation des trois villes d’Allentown, Bethlehem et Easton.

## Transport
L'aire métropolitaine d'Allentown-Bethlehem-Easton possède un aéroport international (Allentown-Bethlehem-Easton Airport ou Lehigh Valley International Airport, code AITA : ABE, code OACI : KABE).